# Habitation Mont-Carmel
Pour les articles homonymes, voir Mont-Carmel (homonymie).
L'habitation Mont-Carmel est une ancienne plantation coloniale située à Saint-Claude, sur l'île de Basse-Terre, dans le département de la Guadeloupe en France. Fondée vers 1650 comme exploitation sucrière par les moines de l'ordre du Carmel, l'habitation est la plus ancienne de Guadeloupe. La maison des maîtres, datant de 1726, ainsi que l'allée plantée et les restes de l'aqueduc, sont inscrits aux monuments historiques en 1987.

## Historique

### Plantation fondée au XVIIe siècle par les moines de l'ordre du Carmel
Cette « habitation », qui date des débuts de la colonisation, a été fondée au XVIIe siècle. Peu après 1651, les moines de l'ordre du Carmel s'installent en Guadeloupe. Charles Houël, le gouverneur de l'île, leur donna 100 arpents de terre et 6 esclaves. Les religieux y établisse une sucrerie avec un moulin hydraulique et des cases pour la main-d’œuvre servile. L'exploitation prend le nom de « Mont Carmel », en référence à leur congrégation.
En 1671, le personnel se compose de 4 Blancs et 28 "Nègres", un chiffre modeste en comparaison des Dominicains qui en possèdent alors 80, et les Jésuites 67.
Les Cames font bâtir une maison de maître en moellons et en pierre de taille en 1726.
Un siècle plus tard, en 1772, les Carmes quittent l'habitation et louent les 48 hectares et les 57 esclaves de la plantation au négociant Louis Botrel, tandis que la congrégation s'installe dans l'habitation du Dos d'Âne (Dolé) dont ils rachètent tous les esclaves.
L'habitation que les religieux louent est en mauvais état, voire en ruine pour de nombreux bâtiments. Les Carmes prêtent dix esclaves à Botrel pour les réparations. Ce dernier acquiert également, auprès de négriers, 47 autres esclaves, majoritairement des femmes Ibos, mais aussi des Bambaras et des Aradas. Après les travaux, la production sucrière augmente fortement.

### Vente de l'exploitation par les religieux en 1783
En 1783, les Carmes vendent l'habitation à François Vaultier de Moyencourt, époux de Marie Françoise Lemercier de Beausoleil de Vermont, pour le prix de 281.737 livres.
A la Révolution française, les esclaves sont tous affranchis par la Convention montagnarde en 1794. Mais à la suite du rétablissement de l'esclavage par Napoléon en 1802, la main d’œuvre servile est progressivement reconstituée, et il atteindra en 1822 à nouveau 57 esclaves.
En 1806, Éloi Vaultier de Moyencourt vend sa demi-part de l'habitation au négociant et planteur Charles Dain, qui devient copropriétaire avec Rouvre de Moyencourt. Ce dernier reste sur l’habitation et la gère, tandis que Charles Dain se charge de la vente des sucres et des sirops. Puis en 1809, Dain devient l'unique propriétaire. Il développe l'exploitation, et acquiert des esclaves : on passe de 17 en 1806, à 20 en 1809, et 57 en 1822. Quelques cases sont reconstruites mais la plupart des travailleurs vivent dans de misérables appentis.
Presque octogénaire, Charles Dain transmet les plantations qu'ils possèdent à ses deux fils. Charles (II) reprend le Mont-Carmel, et Jean-Baptiste Éloi, le Gommier.
La propriété passe ensuite entre les mains de Charles Dain (III), avocat et homme politique. En 1844, il perd sa compagne Marie-Françoise Butel de Montgai. Lors de la liquidation de la succession, il est décidé qu'il garde l'habitation mais doit 276.623 F à ses cinq enfants. Au même moment, ce militant d'extrême-gauche fait campagne contre l'esclavage, qui est définitivement aboli en 1848.

### Après l'abolition définitive de l'esclavage en 1848
En 1849, n'étant pas en capacité financière de racheter les parts de ses cinq enfants, Charles Dain décide de leur vendre l'exploitation pour la somme de 40.000F chacun. Son fils aîné, Charles, s’y installe et essaie de la faire fructifier. En 1866, pour faire face à des difficultés économiques, il emprunte au Crédit Foncier Colonial, avec hypothèque de l'habitation. C'est ainsi qu'en 1873, en raison d'une annuité en retard, la propriété est saisie et vendue aux enchères à Madame Comon. En 1876, elle passe ensuite entre les mains de Cabaud-Arnault, avant de devenir, quatre ans plus tard, propriété de la société Le Dentu. Mise en faillite, la dissolution de l'habitation est ordonnée en 1887.
Revendue aux enchères le jour même de la dissolution de la société, elle est adjugée à André Cabre, qui la lègue à son neveu Edouard Cabre. Ce dernier étant mort à Toulouse, en 1901, la propriété fut rachetée par une de ses sœurs, Mme Fawtier, épouse de l'ancien gouverneur des colonies alors en retraite.
En 1920, l'habitation revient dans les mains de la famille Dain après son rachat par Armand, ancien négociant à Point-à-Pitre. Ce dernier transforme la distillerie en caféière, et fait construire une boniferie (détruite par l'ouragan Cleo en août 1964). En 1952, c'est son fils Antonio qui hérite de la propriété. Il décide de remplacer les caféiers par des bananiers.

## Architecture
La maison des maîtres de l'habitation, bâtie en moellons, et pierre de taille pour les encadrements, porte la date 1726. Les bâtiments de la sucrerie sont en ruine, mais l'aqueduc portant la date 1765 est en bon état.